# Andy Le
Andy Le, né le 15 mars 1991 dans le comté d’Orange en Californie, est un acteur, cascadeur et artiste martial américain d’origine vietnamienne. Il est connu notamment pour son rôle dans le film Shang-Chi et la Légende des Dix Anneaux et pour ses performances dans le collectif Martial Club fondé avec son frère Brian Le.

## Biographie
Andy Le naît en Californie de parents ayant fui la guerre du Viêt Nam pour se réfugier aux États-Unis. Pendant son enfance, il est victime de harcèlement scolaire. Il puise alors du courage dans les films d’arts martiaux, en particulier ceux de Bruce Lee et Jackie Chan.
Très jeune, lui et son frère Brian commencent à apprendre par eux-mêmes différents styles de kung-fu. Leur passion commune donne naissance au collectif Martial Club, un projet de cascades et de chorégraphies d’arts martiaux qui acquiert une renommée internationale sur YouTube.

## Carrière
Andy Le se fait connaître du grand public grâce à son rôle de Death Dealer dans le film Marvel Studios Shang-Chi et la Légende des Dix Anneaux (2021), où il combine jeu d’acteur et cascades. Il apparaît également dans le film multi-récompensé Everything Everywhere All at Once (2022).
En 2024, il tient un petit rôle dans la série Netflix The Brothers Sun.

## Filmographie

### Cinéma
- 2017 : Luc Van Tien: Tuyet Dinh Kungfu
- 2020 : The Paper Tigers
- 2021 : Shang-Chi et la Légende des Dix Anneaux
- 2022 : Everything Everywhere All at Once

### Télévision
- 2019 : Wu-Tang: An American Saga
- 2024 : The Brothers Sun